# Etienne Stott
Etienne Stott (Manchester, 30 de juny de 1979) és un piragüista d'eslàlom anglès que va començar a competir a nivell internacional el 2002, inicialment en la categoria K1 i en C2 a partir del 2005. Va ser campió olímpic de la prova C2 als Jocs Olímpics d'Estiu de 2012 a Londres. Es va retirar de l'esport professional el 2016.

## Trajectòria
Tot i que nascut a Manchester va créixer a Bedford on va assistir a la Biddenham Upper School. Més endavant, va estudiar Enginyeria Mecànica a la Universitat de Nottingham.
Stott i el seu company Tim Baillie van guanyar dues medalles de bronze a la prova per equips C2 al Campionat del Món de piragüisme d'eslàlom (2009 i 2011). També van guanyar una medalla de bronze a la prova C2 als Campionats d'Europa de 2009 al Holme Pierrepont National Watersports Centre de Nottingham i van quedar en quart lloc al Campionat Mundial de Piragüisme en Eslàlom de 2009 a la Seu d'Urgell. El 2012 van formar part de la selecció anglesa que va guanyar l'or al Campionat d'Europa d'Augsburg a la prova per equips C2.
Stott va remar amb Tim Baillie del 2005 al 2013, i es va emparellar amb Mark Proctor del 2015 i l 2016.

### Activisme
El 21 d'abril de 2019, Stott va ser arrestat en una acció d'Extinction Rebellion al pont de Waterloo de Londres. Quatre agents de policia el van treure del pont mentre cridava «emergència ecològica». Va declarar que no es penedia de l'acció i va elogiar l'activitat de Greta Thunberg.
El 21 de gener de 2021 es va declarar culpable i se'l va condemnar a pagar una multa de 300 £. El 2 de setembre de 2021, Stott va incomplir la prohibició d'entrar a la City de Londres tot i que no va ser detingut.
L'octubre de 2021, Stott va formar part d'un grup d'activistes d'Extinction Rebellion bloquejant l'entrada a la refineria de Fawley a Hampshire, juntament amb la seva companya olímpica Laura Baldwin.